# Izviđanje
Izviđanje je važan dio borbenog djelovanja u kojem neka postrojba izviđa teren i stanje neprijatelja. Izviđanje se obavlja vojnicima nazvanim izvidnicama uz pomoć razne opreme (aviona, bespilotnih letjelica, izviđačkih vozila, brodova itd.). 

## Zapovjedno izviđanje
Zapovjedno izviđanje je izviđanje koje vrši zapovjednik radi sticanja što potpunijeg uvida o neprijatelju, zemljištu, mogućnostima organiziranog djelovanja i suradnje između svojih i susjednih postrojbi i sustava paljbe. Na zapovjednom izviđanju se prenosi odluka zapovjednika na potčinjene, preciziraju zadaci postrojbi i organizacija paljbene suradnje. Sprovodi se sa zapovjednicima svih potčinjenih i surađujućih postrojbi ili samo onih koje su u predstojećoj zadaći osnovno nosioci borbenih djelovanja. 